# Lubanów (powiat piotrkowski)
Lubanów – wieś w Polsce położona w województwie łódzkim, w powiecie piotrkowskim, w gminie Grabica.
W roku 1903 decyzją władz zaborczych rosyjskich wieś Lubanów w parafii Błogie przeniesiono wraz z mieszkańcami do wsi Wola Kamocka w parafii Srock. Przyczyną wysiedlenia ludności była kara za kłusownictwo w lasach rządowych.
W latach 1975–1998 miejscowość należała administracyjnie do województwa piotrkowskiego.